# Emilia Bergmark-Jiménez
Emilia Bergmark-Jiménez, född 1982, är en svensk fotograf och författare.
Bergmark-Jiménez har studerat vid Högskolan för fotografi i Göteborg och vid Fotoskolan i Gamleby. Hon är frilansfotograf och har bland annat haft H&M, KTH, Vattenfall och Stockholms kulturfestival som kunder. År 2009 visades Bergmark-Jiménez utställning Querida Abuela, som skildrar hennes venezuelanska släkt, bland annat visats på Fotomässan i Stockholm och Göteborg 2009, Venezulanska ambassaden 2010 och Galleri London i Uppsala 2009.
År 2020 debuterade hon som författare med den självbiografiska boken En förälders födelse på Norstedts förlag. År 2021 inledde Bergmark-Jiménez projektet "Svenska förlossningar" där hon fotograferade uppåt 40 förlossningar. I samband med detta utbildade hon sig även till doula. Projektet utmynnade i boken Födas och att föda (2024). Bilderna har även ställts ut på Fotografiska i Stockholm.
Bergmark-Jiménez är bosatt i Stockholm.